# خوزه نیتو (بازیگر)
خوزه نیه‌تو (انگلیسی: José Nieto؛ ۳ مه ۱۹۰۲ – ۱۰ اوت ۱۹۸۲) یک هنرپیشه اهل اسپانیا بود.
از فیلم‌ها یا برنامه‌های تلویزیونی که وی در آن نقش داشته است می‌توان به دکتر ژیواگو، اسکندر کبیر، شاه شاهان، زیبای سیاه، میگل د سروانتس، سلیمان و سبا، وداع با اسلحه، گوهرفروشان مهتاب، ناقوس‌های نیمه‌شب، جان پل جونز، باغ لذت‌ها، ماه عسل، و در سال سوم، او دوباره برخاست، ناقوس‌های نیمه‌شب، عملیات ببر و دو مسیر اشاره کرد.